# Grand Prix Austrálie 1995
Grand Prix Austrálie 1995 (LVIII. Transurban Australian Grand Prix), 17. závod 46. ročníku mistrovství světa jezdců Formule 1 a 37. ročníku poháru konstruktérů, historicky již 581. grand prix, se již tradičně odehrála na okruhu v Adelaide.

## Výsledky

### Kvalifikace
| Pořadí | Číslo | Jezdec                | Konstruktér        | 1. část   | 2. část  | Odstup  |
| ------ | ----- | --------------------- | ------------------ | --------- | -------- | ------- |
| 1      | 5     | Damon Hill            | Williams-Renault   | 1:15.505  | 1:15.988 | —       |
| 2      | 6     | David Coulthard       | Williams-Renault   | 1:15.628  | 1:15.792 | +0.123  |
| 3      | 1     | Michael Schumacher    | Benetton-Renault   | 1:16.039  | 1:15.839 | +0.334  |
| 4      | 28    | Gerhard Berger        | Ferrari            | 1:15.932  | 1:16.994 | +0.427  |
| 5      | 27    | Jean Alesi            | Ferrari            | 15:52.653 | 1:16.305 | +0.800  |
| 6      | 30    | Heinz-Harald Frentzen | Sauber-Ford        | 1:16.837  | 1:16.647 | +1.142  |
| 7      | 14    | Rubens Barrichello    | Jordan-Peugeot     | 1:16.725  | 1:16.971 | +1.220  |
| 8      | 2     | Johnny Herbert        | Benetton-Renault   | 1:17.289  | 1:16.950 | +1.445  |
| 9      | 15    | Eddie Irvine          | Jordan-Peugeot     | 1:17.197  | 1:17.116 | +1.611  |
| 10     | 7     | Mark Blundell         | McLaren-Mercedes   | 1:17.348  | 1:17.721 | +1.843  |
| 11     | 25    | Martin Brundle        | Ligier-Mugen-Honda | 1:17.788  | 1:17.624 | +2.119  |
| 12     | 26    | Olivier Panis         | Ligier-Mugen-Honda | 1:18.033  | 1:18.065 | +2.528  |
| 13     | 9     | Gianni Morbidelli     | Footwork-Hart      | 1:18.814  | 1:18.391 | +2.886  |
| 14     | 4     | Mika Salo             | Tyrrell-Yamaha     | 1:18.604  | 1:19.083 | +3.099  |
| 15     | 24    | Luca Badoer           | Minardi-Ford       | 1:19.285  | 1:18.810 | +3.305  |
| 16     | 3     | Ukjó Katajama         | Tyrrell-Yamaha     | 1:18.828  | 1:19.114 | +3.323  |
| 17     | 23    | Pedro Lamy            | Minardi-Ford       | 1:18.875  | 1:19.114 | +3.370  |
| 18     | 29    | Karl Wendlinger       | Sauber-Ford        | 1:19.561  | no time  | +4.056  |
| 19     | 10    | Taki Inoue            | Footwork-Hart      | 1:19.764  | 1:19.677 | +4.172  |
| 20     | 22    | Roberto Moreno        | Forti-Ford         | 1:21.419  | 1:20.657 | +5.152  |
| 21     | 21    | Pedro Diniz           | Forti-Ford         | 1:22.154  | 1:20.878 | +5.373  |
| 22     | 17    | Andrea Montermini     | Pacific-Ford       | 1:21.659  | 1:21.870 | +6.154  |
| 23     | 16    | Bertrand Gachot       | Pacific-Ford       | 1:22.881  | 1:21.998 | +6.493  |
| 24     | 8     | Mika Häkkinen         | McLaren-Mercedes   | 1:37.998  | bez času | +22.483 |

### Závod
| Pořadí | Číslo | Jezdec                | Konstruktér        | Kola | Čas/odstoupení | Start | Body |
| ------ | ----- | --------------------- | ------------------ | ---- | -------------- | ----- | ---- |
| 1      | 5     | Damon Hill            | Williams-Renault   | 81   | 1:49:15.946    | 1     | 10   |
| 2      | 26    | Olivier Panis         | Ligier-Mugen-Honda | 79   | +2 kola        | 12    | 6    |
| 3      | 9     | Gianni Morbidelli     | Footwork-Hart      | 79   | +2 kola        | 13    | 4    |
| 4      | 7     | Mark Blundell         | McLaren-Mercedes   | 79   | +2 kola        | 10    | 3    |
| 5      | 4     | Mika Salo             | Tyrrell-Yamaha     | 78   | +3 kola        | 14    | 2    |
| 6      | 23    | Pedro Lamy            | Minardi-Ford       | 78   | +3 kola        | 17    | 1    |
| 7      | 21    | Pedro Diniz           | Forti-Ford         | 77   | +4 kola        | 21    |      |
| 8      | 16    | Bertrand Gachot       | Pacific-Ford       | 76   | +5 kol         | 23    |      |
| Ret    | 3     | Ukjó Katajama         | Tyrrell-Yamaha     | 70   | Motor          | 16    |      |
| Ret    | 2     | Johnny Herbert        | Benetton-Renault   | 69   | Převody        | 8     |      |
| Ret    | 15    | Eddie Irvine          | Jordan-Peugeot     | 62   | Motor          | 9     |      |
| Ret    | 30    | Heinz-Harald Frentzen | Sauber-Ford        | 39   | Převodovka     | 6     |      |
| Ret    | 28    | Gerhard Berger        | Ferrari            | 34   | Motor          | 4     |      |
| Ret    | 25    | Martin Brundle        | Ligier-Mugen-Honda | 29   | Vyjetí z trati | 11    |      |
| Ret    | 1     | Michael Schumacher    | Benetton-Renault   | 25   | Kolize         | 3     |      |
| Ret    | 27    | Jean Alesi            | Ferrari            | 23   | Kolize         | 5     |      |
| Ret    | 22    | Roberto Moreno        | Forti-Ford         | 21   | Vyjetí z tratě | 20    |      |
| Ret    | 14    | Rubens Barrichello    | Jordan-Peugeot     | 20   | Vyjetí z tratě | 7     |      |
| Ret    | 6     | David Coulthard       | Williams-Renault   | 19   | Nehoda         | 2     |      |
| Ret    | 10    | Taki Inoue            | Footwork-Hart      | 15   | Vyjetí z tratě | 19    |      |
| Ret    | 29    | Karl Wendlinger       | Sauber-Ford        | 8    | Odstoupení     | 18    |      |
| Ret    | 17    | Andrea Montermini     | Pacific-Ford       | 2    | Převodovka     | 22    |      |
| DNS    | 24    | Luca Badoer           | Minardi-Ford       | 0    | Elektronika    | 15    |      |
| DNS    | 8     | Mika Häkkinen         | McLaren-Mercedes   | -    | Zraněný        | 24    |      |

## Konečné pořadí šampionátu
Pohár jezdců
| Pořadí | Jezdec             | Tým              | Body |
| ------ | ------------------ | ---------------- | ---- |
| 1      | Michael Schumacher | Benetton-Renault | 102  |
| 2      | Damon Hill         | Williams-Renault | 69   |
| 3      | David Coulthard    | Williams-Renault | 49   |
| 4      | Johnny Herbert     | Benetton-Renault | 45   |
| 5      | Jean Alesi         | Ferrari          | 42   |
| 6      | Gerhard Berger     | Ferrari          | 31   |

Pohár konstruktérů
| Pořadí | Konstruktér        | Body |
| ------ | ------------------ | ---- |
| 1      | Benetton-Renault   | 137  |
| 2      | Williams-Renault   | 112  |
| 3      | Ferrari            | 73   |
| 4      | McLaren-Mercedes   | 30   |
| 5      | Ligier-Mugen-Honda | 24   |
| 6      | Jordan-Peugeot     | 21   |